# Кама (танковый центр)
«Кама» (производное от названия города Казань и фамилии Мальбрандт) — немецкая танковая школа, созданная на территории СССР под Казанью для обхода условий Версальского договора 1919 года на основании заключённого 16 апреля 1922 года во время Генуэзской конференции Рапалльского договора.
Договор об организации танковой школы был заключён в декабре (разные исследователи называют разные даты: 3 или 9 декабря) 1926 года в Москве. С немецкой стороны его подписал руководитель «Центра Москва» и ВИКО полковник фон дер Лит-Томзен, с советской — начальник IV разведывательного управления Штаба РККА Я. К. Берзин.

## Деятельность центра
Предполагалось, что немецкая танковая школа начнёт работать с июля 1927 года, когда закончатся все строительные работы, а из Германии будет доставлено имущество для практических занятий. Но строительство и оборудование школы растянулись на полтора года, поглотив, по ориентировочным советским подсчетам, около 1,5—2 млн немецких марок. Летом 1928 года была ликвидирована строительная комиссия KAMA, и на её территории с 1 августа 1928 года были официально сформированы технические курсы ОСОАВИАХИМа (ТЕКО), которые находились в ведении ОГЕРСа. К практическому обучению танковая школа в Казани приступила лишь в первой половине 1929 года. Танковая школа была создана на территории бывших казарм Каргопольского полка под Казанью и включала в себя: военный городок, стрельбище и танковый полигон.
С 1926 года работы по созданию школы возглавлял Освальд Лутц, в будущем генерал танковых войск. В 1929 году начальником школы был назначен полковник Мальбрандт (псевдоним «Маркарт»), в 1930 году — фон Радльмайер («Раабе»), с 1931 по 1933 годы школу возглавлял полковник Йозеф Харпе («Хакер»), в будущем генерал-полковник вермахта. Заместителем начальника школы был представитель РККА, который руководил советским персоналом и решал вопросы взаимодействия с госорганами.
Деятельностью школы руководила «автомобильная инспекция» или «инспекция № 6» оборонного управления Германии. Немецкие фирмы «Крупп», «Рейнметалл» и «Эрхардт» получили от Генштаба секретное задание — сконструировать и изготовить лёгкие и средние танки, которые в разобранном виде были доставлены в Казань. Весь преподавательский состав состоял из представителей немецкой стороны.
Всего за более чем трёхлетний период работы объекта подготовку прошли около 40 офицеров рейхсвера. В 1929-30 гг. курсы в «Каме» окончили 10 немецких офицеров, в 1931-32 гг. — 11 немецких офицеров, а в 1933 г. — 9 немецких офицеров. В 1932 году в школе насчитывалось 176 человек учебного и вспомогательного персонала, из них 26 человек - преподаватели-немцы. Программы обучения советских и немецких слушателей отличались друг от друга.
Постепенно к работе привлекались и советские инструкторы. Одновременно в школе обучалось не более 12-15 человек. Немецкие офицеры совмещали практические занятия в СССР с теоретической подготовкой в Берлине в зимнее время. Немцы добирались в Казань через Польшу, используя паспорта на свои имена, но с указанием вымышленных профессий. В школе офицеры носили форму комсостава РККА, но без знаков различия.
Для использования в центре из Германии в 1928—1931 годах были направлены 6 танков весом около 20 тонн, оснащённых мотором BMW и 75-мм пушкой, и 3 танка весом около 10 тонн с 37-мм пушкой. Также имелись танкетки британского производства «Карден-Ллойд», предоставленные советской стороной в обмен на предоставление РККА вспомогательного оборудования. В апреле 1930 года по приказу Ворошилова для усиления материальной базы школы из состава 3-го танкового полка РККА в Казани было передано 5 танков «МС-1».
Постепенно в начале 1930-х заинтересованность Германии в работе школы и использовании полигонов на территории СССР стала снижаться — сокращалось «немецкое присутствие» в школе, сворачивалась программа технических испытаний новой бронетехники. В январе 1933 года Гитлер стал канцлером Германии. Работа центра вскоре после этого была прекращена. Последний немецкий транспорт ушел 5 сентября 1933 г. Имущество, представлявшее интерес для управления механизации и моторизации РККА, было приобретено у немецкой стороны за 220 тыс. руб. и передано в основном в Казанское пехотное училище, которое позже было преобразовано в Казанское танковое училище.

## Выпускники школы «Кама»
За время работы центра всего было подготовлено около 250 танкистов. Многие выпускники танковой школы «Кама» стали выдающимися советскими командирами, в их числе Герой Советского Союза, генерал-лейтенант танковых войск С. М. Кривошеин. Для немецкой стороны за время функционирования школы подготовлено 30 офицеров рейхсвера (вермахта), в числе которых — будущие генералы вермахта Вильгельм фон Тома и Вольфганг Томале (начальник штаба Гудериана). В некоторых публикациях утверждается, что в их числе были немецкие полководцы Г. Гудериан и Э. Гёпнер, однако в действительности Г. Гудериан лишь однажды как начальник штаба автомобильных войск германского рейхсвера в 1932 году побывал на курсах в Казани в качестве руководителя немецкой комиссии.